# Hume Nisbet
Hume Nisbet (Stirling, 8 agosto 1849 – Eastbourne, 4 giugno 1923) è stato uno scrittore e romanziere scozzese.
Amico dell'enciclopedista Philip Mennell, l'autore del Dictionary of Australasian Biography, pubblicò la raccolta di poesie Hathor and Other Poems, vari romanzi thriller e storie di fantasmi ambientate in Australia, fra le quali: Paths of the Dead (1899), Stories Weird and Wonderful (1900) e The Haunted Station (1894), ristampato più volte.

## Biografia
Fino all'età di quindici anni fu avviato ala professione delle belle arti dal Rev. Culross (più tardi divenuto membro del Bristol College).
A 16 anni si trasferì in Australia, dove rimase circa sette anni, durante i quali viaggiò in Tasmania, Nuova Zelanda e nelle Isole del Mare del Sud, fra disegno, pittura e progetti per un futuro migliore. Per un anno acquisì anche una certa esperienza di attore al Teatro Reale di Melbourne, sotto la direzione di Richard Stewart.
Nel 1872, fece ritorno a Londra, dove trascorse un po' 'di tempo a studiare e copiare immagini nella National Gallery e a South Kensington. Alla fine dell'anno successivo, si stabilì come artista in Scozia e per otto anni fu maestro d'arte alla Heriot-Watt University di Edimburgo. Soggiornò di nuovo in Australia e in Nuova Guinea nel 1886, quindi in Australia nel 1895. Nel libro Where Art Begins rivelò con amarezza di aver appreso la pittura da Sam Bough, ma senza avere mai successo in tale campo.  Tra i suoi dipinti più noti, vi sono: Eve's first Moonrise, The Flying Dutchman, The Dream of Sardanapalus, i 4 dipinti del The Ancient Mariner e The Battle of Dunbar.
Tra i suoi dipinti più noti ci sono "Il primo sorgere della luna di Eva", "L'olandese volante", "Il sogno di Sardanapalus", quattro immagini di "L'antico marinaio" e "La battaglia di Dunbar".
Si spense a Eastbourne il 4 giugno 1923.